# Strömsborg
Strömsborg es un pequeño islote en el centro de Estocolmo, Suecia, situado al norte de Stadsholmen, y al oeste de Helgeandsholmen, entre los puentes de Centralbron, una autopista que pasa por el centro de Estocolmo, y el de Vasabron. Strömsborg es parte de Gamla Stan, el casco antiguo de Estocolmo y está conectado al resto del mundo por el puente Strömsborgsbron que conduce a Vasabron.